# 機票

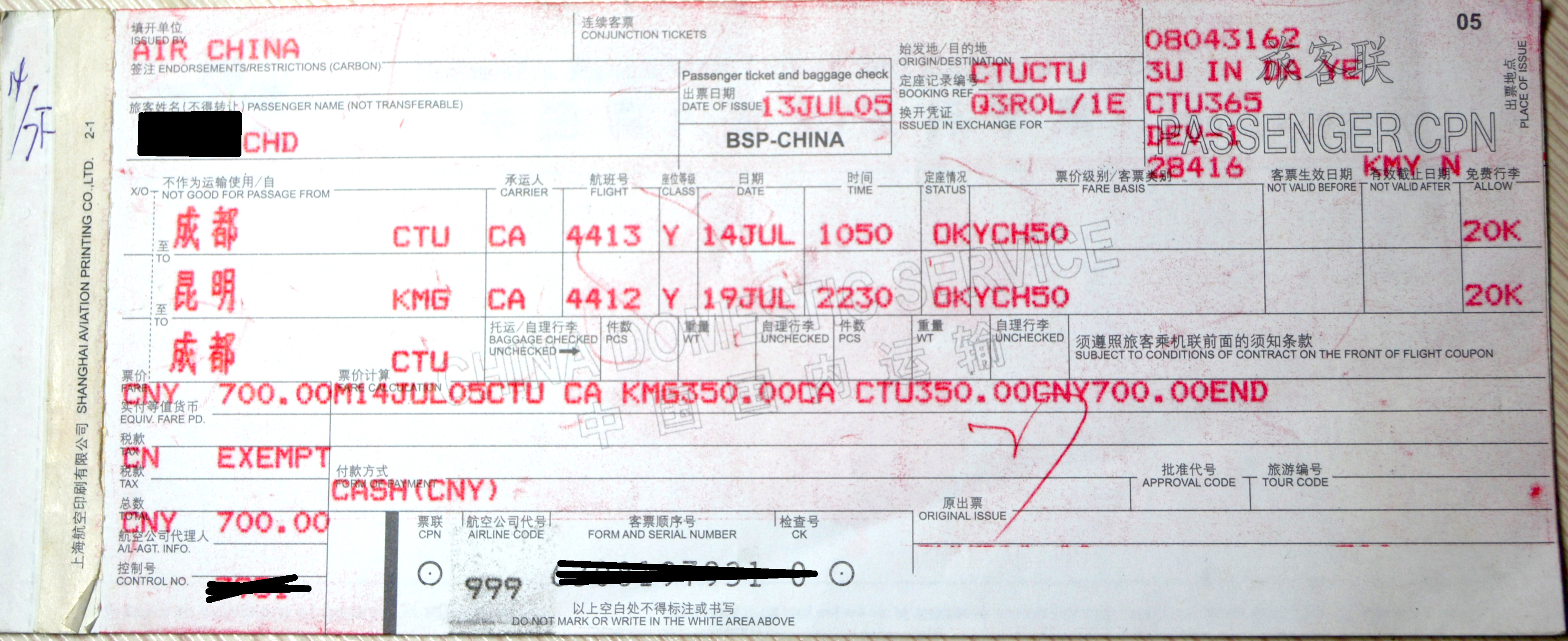
中国国际航空公司国内运输机票

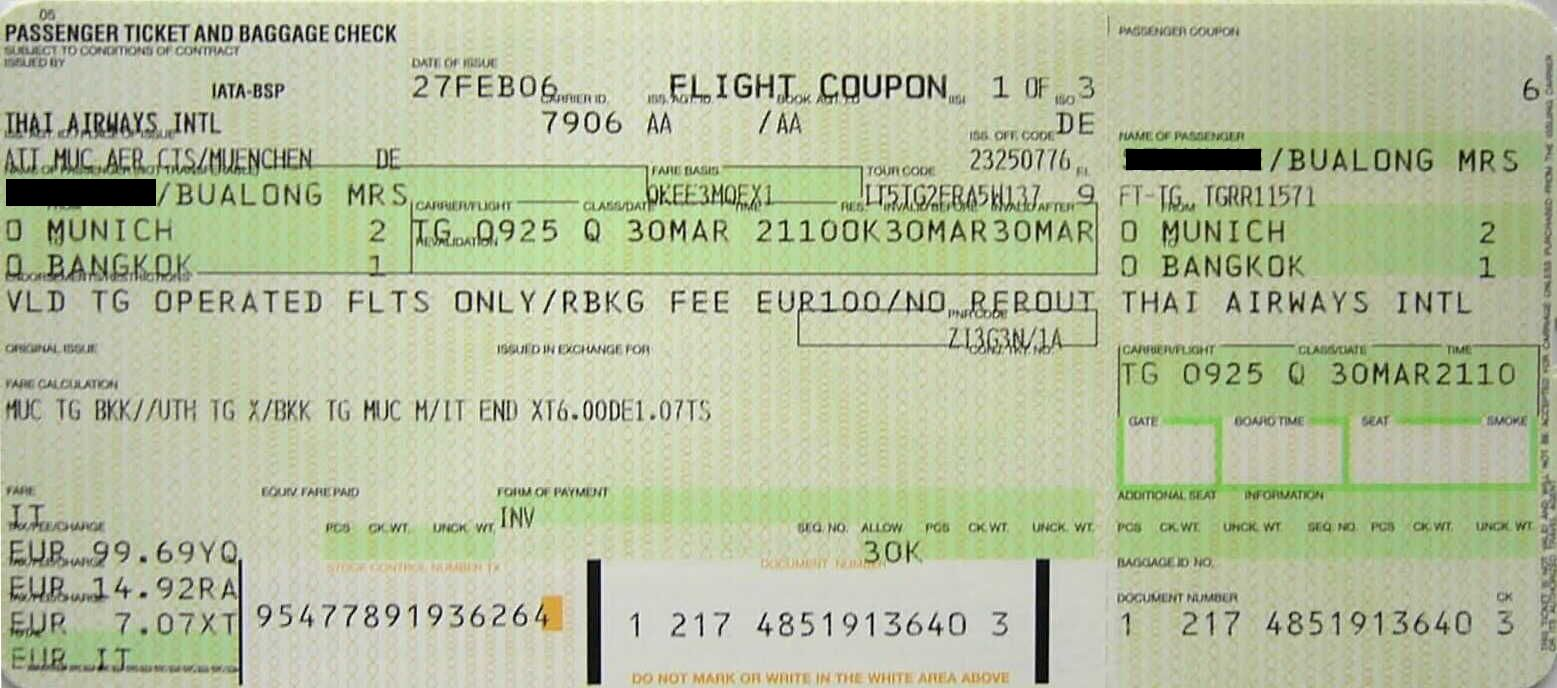
一張由泰国国际航空開出的機票

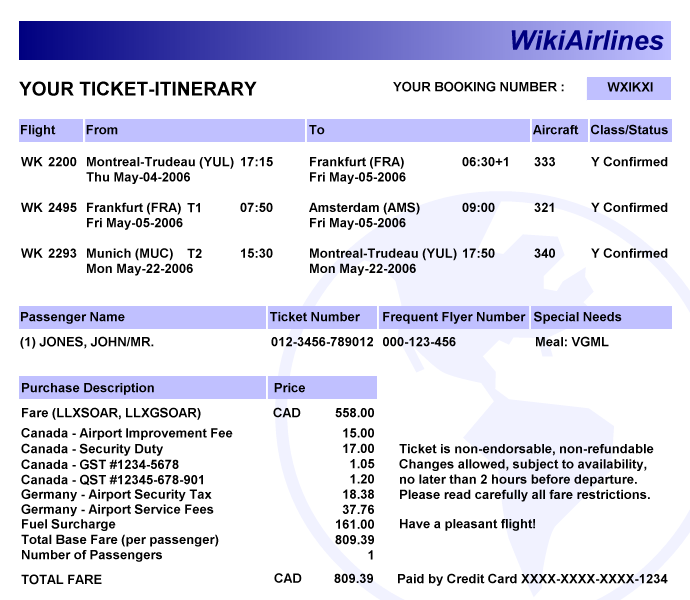
電子機票

機票是乘客搭乘飛機前所需的交通票據，也可以成为通过邊境管制的证明文件（证明旅程的真实性）。

## 外貌
機票的種類有紙本機票及電子機票。现在一般用电子版，但登机牌一般是纸质的。
紙本機票的标准版面格式全球統一。但种类比较多，常见的是長20公分、寬8.3公分。不論紙張機票或是電子機票所用的語言皆為英語。

### 电子机票
电子机票是以电脑记录的方式存在的机票，搭乘當日憑護照前往機場報到即可，电子机票還是可以列印成紙本收據，但只做為保存或报账等用途。

## 下一步
在购买机票以后，乘客需要在机场办理登机手续并获得登机牌、过海关和处理其他事务。

## 參看
- 航空
- 飞机
- 机场代码
- 電子機票
- 登機證
- 車票